# Гікорі-Веллі (Теннессі)
Гікорі-Веллі (англ. Hickory Valley) — місто (англ. town) в США, в окрузі Гардеман штату Теннессі. Населення — 78 осіб (2020).

## Географія
Гікорі-Веллі розташоване за координатами 35°9′17″ пн. ш. 89°7′34″ зх. д. / 35.15472° пн. ш. 89.12611° зх. д. (35.154830, -89.125990).  За даними Бюро перепису населення США в 2010 році місто мало площу 0,85 км², уся площа — суходіл.

## Демографія
Згідно з переписом 2010 року, у місті мешкало 99 осіб у 45 домогосподарствах у складі 27 родин. Густота населення становила 117 осіб/км².  Було 54 помешкання (64/км²).
Расовий склад населення:
| - 91,9 % — білих - 6,1 % — чорних або афроамериканців |

До двох чи більше рас належало 2,0 %. Частка іспаномовних становила 1,0 % від усіх жителів.
За віковим діапазоном населення розподілялося таким чином: 24,2 % — особи молодші 18 років, 52,6 % — особи у віці 18—64 років, 23,2 % — особи у віці 65 років та старші. Медіана віку мешканця становила 40,3 року. На 100 осіб жіночої статі у місті припадало 106,2 чоловіків;  на 100 жінок у віці від 18 років та старших — 97,4 чоловіків також старших 18 років.
За межею бідності перебувало 68,7 % осіб, у тому числі 0,0 % дітей у віці до 18 років та 5,3 % осіб у віці 65 років та старших.
Цивільне працевлаштоване населення становило 43 особи. Основні галузі зайнятості: роздрібна торгівля — 41,9 %, освіта, охорона здоров'я та соціальна допомога — 20,9 %, сільське господарство, лісництво, риболовля — 18,6 %.